# Ordre des Trois Étoiles

L'ordre des Trois Étoiles (en letton, Triju Zvaigžņu ordenis) est la plus haute décoration honorifique lettone. Il a été créé le 24 mars 1924, en honneur de la création de la république de Lettonie. Il comprend cinq grades avec décorations et trois catégories d'insignes d'honneur.
Sa devise est Per aspera ad astra (Caur ērkšķiem uz zvaigznēm en letton). 
La décoration peut être décernée aux citoyens lettons, mais aussi aux non-Lettons. Par exemple, George W. Bush l'a reçue en 2005.
Le président de la république de Lettonie, après sa nomination, reçoit l'ordre du premier grade avec la chaîne des mains du chef de Saeima lors d'une cérémonie spéciale.
Les noms des récipiendaires sont publiés et archivés par Latvijas Vēstnesis.

## Histoire
L'ordre a été créé par le premier président Jānis Čakste et le premier ministre des Affaires étrangères de Lettonie Zigfrīds Meierovics en 1924. L'ordre et les insignes ont été décernés respectivement à 8 822 et à 7 973 personnes, jusqu'à l'occupation soviétique en 1940. Après que le pays a retrouvé son indépendance, une loi du 25 octobre 1994 a rétabli la décoration. La forme de l'insigne a été créée par le sculpteur letton Gustavs Šķilters (1874-1954). Les décorations sont fabriquées dans l'atelier de joaillerie de Jānis Mikāns « Kalvis ». Les rubans sont fabriqués au Danemark selon le procédé des années 1920.

## Grades et décorations

Ruband de poitrine.

- I - Commandeur grand-croix (Lielkrusta komandieris)
Grande croix émaillée de couleur blanche avec le pourtour en or, surmontée d'un médaillon bleu avec trois étoiles dorées au centre. Au revers est gravée la devise Per aspera ad astra et "Latvijas Republika - 1918.g. 18.novembris" (République de Lettonie, le 18 novembre 1918). La décoration est portée avec un ruban de 110 mm de large par-dessus l'épaule ou sur une chaîne de dix maillons.
- II - Grand officier (Lielvirsnieks)
Grande étoile à cinq branches en argent surmontée d'un médaillon bleu avec trois étoiles dorées au centre, avec l'inscription sur le pourtour "Par Tēviju" (Pour la Patrie). La distance entre le centre de l'étoile et les bouts des branches est de 44 mm. La décoration peut être assortie d'une chaîne en dix maillons.
- III - Commandeur (Komandieris)
Petite étoile du même design que celle du grade II, mais la distance entre le centre de l'étoile et les bouts des branches est de 41 mm. La décoration est portée avec un ruban de 52 mm de large autour du cou.
- IV - Officier (Virsnieks)
 La petite étoile qu'on porte avec le ruban de 32 mm de large et une rosette sur le côté gauche du vêtement
- V - Chevalier (Kavalieris)
 La petite étoile qu'on porte avec le ruban de 32 mm de large sur le côté gauche du vêtement.

Les rubans sont de couleur bleu clair avec des rayures dorées.
La décoration n'est portée qu'en de grandes occasions et avec un vêtement approprié. Après la réception de la décoration d'un grade supérieur, la première décoration n'est plus portée.

## Insignes
Il s'agit d'une épinglette représentant un bouclier rond de 30 mm de diamètre, avec une croix des trois étoiles en relief. Sur le revers est gravée l'inscription Par Tēviju et un cœur en flammes en dessous. Le pourtour du bouclier représente la couronne en feuilles de chêne.
- I catégorie - or
- II catégorie - argent
- III catégorie - bronze

L'insigne est porté sur un ruban replié en triangle sur le côté gauche du vêtement.

## Refus de la décoration
En 2007, le metteur en scène Alvis Hermanis refuse de se rendre à la cérémonie de remise de décoration, étant en désaccord avec la ligne politique du président Valdis Zatlers. Il y consentira seulement en 2012 et sera fait commandeur de l'ordre par le président Andris Bērziņš.